# Apális-de-garganta-fulva
Apális-de-garganta-fulva  (Apalis rufogularis) é uma espécie de ave da família Cisticolidae.
Pode ser encontrada nos seguintes países: Angola, Benin, Burundi, Camarões, República Centro-Africana, República do Congo, República Democrática do Congo, Guiné Equatorial, Gabão, Quénia, Nigéria, Ruanda, Sudão, Tanzânia, Uganda e Zâmbia.